# Ceroplastes macgregori
Ceroplastes macgregori är en insektsart som beskrevs av Sampedro och Butze 1984. Ceroplastes macgregori ingår i släktet Ceroplastes och familjen skålsköldlöss. Inga underarter finns listade i Catalogue of Life.